# Tarso
Tarso (em turco:  Tarsus; em grego: Ταρσός, transl.: Tarsós) é uma cidade da Turquia, localizada na região histórica da Cilícia (na atual província de Mersin), na foz do Rio Tarso (Berdan Çayı), que desagua no mar Mediterrâneo. O censo de 2000 registrou uma população de 216 382 habitantes.
A cidade se localiza a 15 quilômetros da cidade de Mersin, e a cerca de 40 km de Adana.
Com uma história de mais de 9 000 anos, Tarso tem sido um importante ponto de parada para comerciantes e um local de importância crucial para os romanos, especialmente em suas campanhas contra os partos e persas.
De acordo com Alexandre, o Polímata, a cidade foi fundada por Senaqueribe. A Cilícia havia sido invadida pelos gregos, e Senaqueribe foi lutar contra eles. Apesar de ter várias perdas, ele foi vitorioso, e ergueu um monumento no local, em letras caldeias, que registrava a sua grandeza para as gerações futuras. Ele fundou a cidade de Tarso, no mesmo modelo da Babilônia. A fundação de Tarso ocorreu depois que Senaqueribe suprimira a revolta de Elibus, que reinou na Babilônia após Merodach Baladan.
A cidade, capital da província romana da Cilícia, foi o palco do primeiro encontro entre Marco Antônio e Cleópatra em 41 a.C., além de ter sido o local de nascimento de Paulo, apóstolo cristão, também conhecido como "Paulo de Tarso".